# Franc Modrinjak
Franc Modrinjak, slovenski duhovnik, * 11. oktober 1904, Središče ob Dravi, † 29. marec 1945, Sisek.

## Življenje
Rodil se je očetu posestniku Janžetu in materi Heleni, rojeni Mravljak. Po ljudski šoli je obiskoval srednjo šolo in se po maturi odločil za duhovniški poklic. V Mariboru je bil 6. julija 1930 posvečen v duhovnika. Najprej je bil leta 1931 za kaplana imenovan v Rušah, od 1932 do 1936 v Pišecah, nato pa v Ločah pri Slovenskih Konjicah. 16. aprila je vodil celodnevno čaščenje v Žičah, pridigal je po slovensko, čeprav je bilo že prepovedano, navdušeno je govoril o domovini ter enotnosti slovenskega naroda. Po koncu so ga nemški orožniki že čakali in ga odpeljali v Loče, kjer je bil zaprt, dokler ga niso odvedli v Maribor. 5. julija 1941 so ga izgnali čez mejo na Hrvaško. Začel je služiti v Zagrebški nadškofiji, iz Zagreba je odšel v Varaždinske Toplice. 29. marca 1945 ga je, pred koncem vojne, v Sisku zadela letalska bomba, ko se je na veliki četrtek peljal iz Zagreba, kamor je šel po sveta olja.